# Kubak Belarusi 2021-2022
La Coppa di Bielorussia 2021-2022 (in bielorusso Кубак Беларусі, Kubak Belarusi) è stata la 31ª edizione del torneo, iniziata l'8 maggio 2021 e terminata il 21 maggio 2022. Il Homel' ha vinto la competizione per la terza volta nella sua storia.

## Turno Preliminare
A questo turno hanno partecipato 70 squadre della Druhaja liha. Il sorteggio è stato effettuato il 28 aprile 2021.
| Squadra 1          | Risultato       | Squadra 2               |
| ------------------ | --------------- | ----------------------- |
| 8 maggio 2021      |                 |                         |
| DYuSSh Stolin      | 3 - 0           | Nadezhda Baranovichy    |
| Malorita           | 8 - 0           | Visokoe                 |
| Leskhoz            | 4 - 3 (dts)     | Vertykal Kalinkovichi   |
| Horki              | 1 - 0           | Krasnapolle             |
| Hranit Mikašėvičy  | 1 - 4           | Stenles Pinsk           |
| Drogichin          | 0 - 1           | Krechet                 |
| Gorodokskiye L'vy  | 7 - 0           | Chashniki               |
| Mëry               | 0 - 3           | Lepel                   |
| Senno              | 4 - 2           | Polack                  |
| Montazhnik         | 2 - 1           | Bumprom Gomel           |
| Maladzečna         | 5 - 0           | Kolos Cherven           |
| Krupki             | 2 - 1           | Livadyja Dzjaržinsk     |
| Viliya             | 0 - 5           | Smaljavičy              |
| Stroitel Kapyl     | 0 - 0 (3-1 dtr) | Viktoryja Mar"ina Horka |
| Ivatsevichi        | 3 - 0           | Ivanovo                 |
| Žlobin             | 2 - 2 (4-5 dtr) | Svetlahorsk             |
| Berezino           | 0 - 4           | Falko                   |
| Lyuban             | 2 - 5           | Klečask Kleck           |
| Grodnensky         | 1 - 0 (dts)     | Chayka Zelva            |
| Oshmyany           | 1 - 0           | Smena Vawkavysk         |
| Brestzhilstroy     | 2 - 0           | Niva Dolbizno           |
| 9 maggio 2021      |                 |                         |
| Staryja Darohi     | 5 - 3 (dts)     | Veras Njasviž           |
| BGU Minsk          | 3 - 0           | Spartak Slutsk          |
| Prodtsentr Vitebsk | 0 - 2           | Hazavik Vicebsk         |
| Energosbyt-BSATU   | 0 - 2           | Partizan Salihorsk      |
| Luninec            | 5 - 2           | Novaya Pripyat          |
| Niva Tolochin      | 3 - 1 (dts)     | AviaDor Orsha           |
| Atlant Kobrin      | 5 - 1           | Pružany                 |
| Postavy            | 2 - 1           | Glubokoye               |
| Ostrovets          | 11 - 0          | Slonim City             |
| Belaya Rus         | 1 - 1 (0-3 dtr) | Nëman Masty             |
| Svislach           | 0 - 5           | ZhKKh Grodno            |
| Makslajn           | 6 - 0           | MNPZ                    |
| Shchuchyn          | 1 - 2           | Cementnik Krasnasel'ski |
| Uzda               | 4 - 2           | Urozhaynaya             |

## Primo turno
A questo turno hanno partecipato 35 squadre vincitrici il turno preliminare e altre 5 squadre della Druhaja liha. Il sorteggio è stato effettuato il 12 maggio 2021.
| Squadra 1          | Risultato   | Squadra 2               |
| ------------------ | ----------- | ----------------------- |
| 22 maggio 2021     |             |                         |
| Falko              | 2 - 7       | Maladzečna              |
| Atlant Kobrin      | 3 - 2       | Krechet                 |
| Postavy            | 0 - 1       | Hazavik Vicebsk         |
| Svetlogorsk        | 1 - 3       | Makslajn                |
| Asipovičy          | 2 - 1       | Horki                   |
| Stenles Pinsk      | 5 - 0       | Luninec                 |
| Lepel              | 3 - 1 (dts) | Niva Tolochin           |
| SMI Autotrans      | 1 - 3       | Smaljavičy              |
| Malorita           | 4 - 2 (dts) | Brestzhilstroy          |
| Stroitel Kapyl     | 2 - 1       | BGU Minsk               |
| Klečask Kleck      | 0 - 3       | Kronon Stolbtsy         |
| 23 maggio 2021     |             |                         |
| DYuSSh Stolin      | 2 - 8       | Ivatsevichi             |
| Gorodokskiye L'vy  | 0 - 1 (dts) | Senno                   |
| Leskhoz            | 4 - 1       | Montazhnik              |
| Nëman Masty        | 3 - 5 (dts) | Cementnik Krasnasel'ski |
| Partizan Salihorsk | 5 - 1       | Staryja Darohi          |
| ZhKKh Grodno       | 0 - 2       | Ostrovets               |
| Spartak Škloŭ      | 1 - 2 (dts) | Kostyukovichy           |
| Uzda               | 5 - 1       | Krupki                  |
| Oshmyany           | 1 - 2 (dts) | Grodnensky              |

## Secondo turno
A questo turno partecipano 20 squadre vincitrici il primo turno e 10 squadre della Peršaja Liha. Il sorteggio è stato effettuato il 24 maggio 2021.
| Squadra 1               | Risultato       | Squadra 2          |
| ----------------------- | --------------- | ------------------ |
| 29 maggio 2021          |                 |                    |
| Makslajn                | 2 - 4 (dts)     | Volna Pinsk        |
| Senno                   | 1 - 6           | Ljakamatyŭ Homel'  |
| Hazavik Vicebsk         | 1 - 8           | Naftan             |
| Atlant Kobrin           | 0 - 3           | Belšyna            |
| Ivatsevichi             | 0 - 5           | Arsenal Dzjaržynsk |
| Ostrovets               | 1 - 1 (1-4 dtr) | Baranavičy         |
| Malorita                | 11 - 0          | Kostyukovichy      |
| Stenles Pinsk           | 3 - 2           | Slonim-2017        |
| Kronon Stolbtsy         | 1 - 4           | Dnjapro Mahilëŭ    |
| 30 maggio 2021          |                 |                    |
| Cementnik Krasnasel'ski | 0 - 3           | Partizan Salihorsk |
| Lepel                   | 0 - 1           | Smaljavičy         |
| Asipovičy               | 1 - 2           | Maladzečna         |
| Stroitel Kapyl          | 0 - 4           | Orša               |
| Grodnensky              | 1 - 6           | Lida               |
| 16 giugno 2021          |                 |                    |
| Leskhoz                 | 1 - 1 (2-4 dtr) | Uzda               |

## Terzo turno
A questo turno partecipano 15 squadre vincitrici il secondo turno, 1 squadra della Peršaja Liha e le 16 squadre della Vyšėjšaja Liha. Il sorteggio è stato effettuato il 1º giugno 2021.
| Squadra 1          | Risultato       | Squadra 2           |
| ------------------ | --------------- | ------------------- |
| 22 giugno 2021     |                 |                     |
| Krumkačy Minsk     | 1 - 1 (4-5 dtr) | Nëman               |
| Baranavičy         | 1 - 6           | BATĖ Borisov        |
| Volna Pinsk        | 0 - 1           | Slavija-Mazyr       |
| Orša               | 2 - 6           | Homel'              |
| Maladzečna         | 0 - 4           | Ėnerhetyk-BDU Minsk |
| Arsenal Dzjaržynsk | 2 - 1           | Smarhon'            |
| Dnjapro Mahilëŭ    | 2 - 1           | Minsk               |
| 23 giugno 2021     |                 |                     |
| Malorita           | 1 - 2           | Sluck               |
| Belšyna            | 1 - 3           | Ruch Brėst          |
| Ljakamatyŭ Homel'  | 3 - 3 (4-2 dtr) | Islač               |
| Smaljavičy         | 1 - 3           | Vicebsk             |
| Lida               | 0 - 3           | Dinamo Minsk        |
| Partizan Salihorsk | 2 - 2 (1-3 dtr) | Spadarožnik Rėčica  |
| 10 luglio 2021     |                 |                     |
| Naftan             | 2 - 2 (4-5 dtr) | Dinamo Brėst        |
| Stėnles Pinsk      | 0 - 2           | Tarpeda-BelAZ       |
| 19 luglio 2021     |                 |                     |
| Uzda               | 0 - 3           | Šachcër Salihorsk   |

## Ottavi di finale
Il sorteggio è stato effettuato il 13 luglio 2021.
| Squadra 1           | Risultato       | Squadra 2          |
| ------------------- | --------------- | ------------------ |
| 7 agosto 2021       |                 |                    |
| Ėnerhetyk-BDU Minsk | 0 - 4           | Nëman              |
| Sluck               | 0 - 4           | Dinamo Minsk       |
| Spadarožnik Rėčica  | 0 - 3           | Dnjapro Mahilëŭ    |
| Vicebsk             | 0 - 0 (5-4 dtr) | Arsenal Dzjaržynsk |
| 8 agosto 2021       |                 |                    |
| Slavija-Mazyr       | 1 - 2           | BATĖ Borisov       |
| Tarpeda-BelAZ       | 0 - 0 (5-4 dtr) | Ljakamatyŭ Homel'  |
| Dinamo Brėst        | 2 - 0           | Ruch Brėst         |
| 9 agosto 2021       |                 |                    |
| Šachcër Salihorsk   | 1 - 2 (dts)     | Homel'             |

## Quarti di finale
Il sorteggio è stato effettuato il 13 agosto 2021.
| Squadra 1                    | Totale | Squadra 2       | Andata | Ritorno |
| ---------------------------- | ------ | --------------- | ------ | ------- |
| 6 marzo 2022 / 12 marzo 2022 |        |                 |        |         |
| Dinamo Minsk                 | 2 - 4  | Homel'          | 1 - 1  | 1 - 3   |
| Vicebsk                      | 2 - 1  | Dinamo Brėst    | 2 - 0  | 0 - 1   |
| 7 marzo 2022 / 13 marzo 2022 |        |                 |        |         |
| Nëman                        | 3 - 0  | Dnjapro Mahilëŭ | 3 - 0  | 0 - 0   |
| 9 marzo 2022 / 13 marzo 2022 |        |                 |        |         |
| BATĖ Borisov                 | 2 - 1  | Tarpeda-BelAZ   | 1 - 1  | 1 - 0   |

## Semifinali
Il sorteggio è stato effettuato il 14 marzo 2022.
| Squadra 1                      | Totale | Squadra 2    | Andata | Ritorno |
| ------------------------------ | ------ | ------------ | ------ | ------- |
| 6 aprile 2022 / 27 aprile 2022 |        |              |        |         |
| Nëman                          | 2 - 3  | BATĖ Borisov | 2 - 1  | 0 - 2   |
| 7 aprile 2022 / 27 aprile 2022 |        |              |        |         |
| Homel'                         | 2 - 1  | Vicebsk      | 2 - 0  | 0 - 1   |

## Finale
| Arbitro: | Vitaly Sevostyanik |

|               |           |                                   |
| Filipović 21’ | Marcatori | 62’ (aut.) Bardačoŭ 67’ Macvejčyk |